# Canadian (rivière)
Pour les articles homonymes, voir Canadian.
La Canadian River est le plus important affluent de l'Arkansas et donc un sous-affluent du Mississippi. 

## Géographie
S'écoulant d'ouest en est, son cours, long de 1 216 km, débute au Colorado, traversant le Nouveau-Mexique (où une partie de son canyon traverse le Kiowa National Grassland), la Texas Panhandle et la presque totalité de l'Oklahoma. Il forme le lac Eufaula juste avant son confluent avec l'Arkansas.
La Canadien River est parfois nommée  la  South Canadian River pour le différencier de la North Canadian River.

## Étymologie

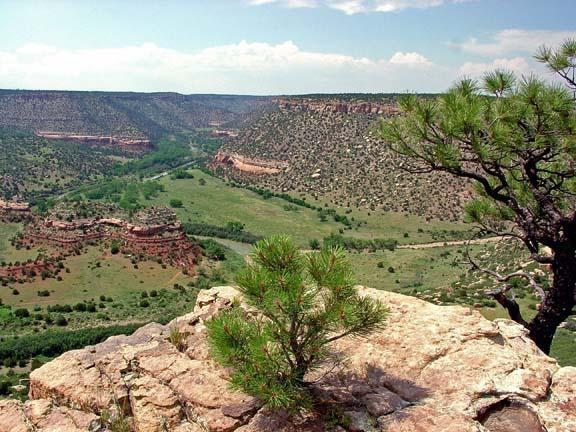
Canyon de la Canadian River dans le Kiowa National Grassland, Est du Nouveau-Mexique.

On se demande pourquoi la rivière s'appelle Canadian River. Sur la feuille de route de John Charles Frémont de 1845, le nom de la rivière est répertorié comme "Goo-al-pah ou Canadian River" du nom Comanches et Kiowas pour la rivière (Kiowa gúlvàu, (IPA: [gúdl-p'ɔː]) « red river »). Le nom a peut-être été donné à la rivière par les premiers explorateurs Français et commerçants, en particulier en 1739, deux frères français, Pierre Antoine et Paul Mallet, arrivent par le nord à Santa Fe, et en revinrent neuf mois plus tard en empruntant à l'est les fleuves Canadian puis Arkansas: cela marque l'instauration de relations commerciales avec les marchands et les coureurs des bois de la Louisiane française. Les Français fournissent des articles de quincaillerie contre de l'argent espagnol. En 1805, Pierre Vial découvre la piste de Santa Fé. Les connaissances géographiques des coureurs des bois permettent de lancer des expéditions terrestres à partir de Santa Fé, afin d'étendre l'influence espagnole.  En 1929, Muriel H. Wright a écrit que la Canadian River est nommée vers 1820 par les commerçants Canadiens-Français, qui a noté qu'un autre groupe de commerçants du Canada avait campé sur la rivière près de sa confluence avec la rivière Arkansas.
Selon l'encyclopédie d'histoire de l'Oklahoma et de la Culture, les explorateurs espagnols dans les XVIIe et XVIIIe siècles l'appelaient la Buenaventura de Rio et de la Magdalena. La partie supérieure a été appelée Rio Colorado par les espagnols [Réf. nécessaire].
Une explication plus récente vient de William Bright, qui a écrit que le nom est « probablement dérivé de Río Canadiano », une orthographe espagnole du mot « káyántinu » devenu « Caddo », comme dans le cas des Caddos de la rivière Rouge. Le nom pourrait aussi être d'origine espagnole et viendrait du mot « cañada »  (signifiant « vallée encaissée »), comme la Canadian River forme un canyon au nord du Nouveau-Mexique et un canyon un peu plus large au Texas. 
En 1929, Edward Everett Hale, de l'Académie américaine des arts et des sciences, considère l'étymologie française du nom comme la plus probable. Dans la même région, de nombreux lieux portent un nom français, datant de la période de la Louisiane française (monts Sans Bois, rivière Sans Bois, rivière Fourche Maline, rivière Poteau, Verdigris etc.)

## Histoire
Plusieurs explorateurs français sont passés dans cette région et ont atteint Santa Fé; Pierre Antoine et Paul Mallet (1739), Satren (1749], et Chapuis (1752).  L'explorateur Pierre Vial découvrit la Piste de Santa Fe en 1792.